# Jaume Joan Falcó i Segura
Jaume Joan Falcó i Segura, Jaime Juan Falcó y Segura o Iacobus Falco (València, 1522-Madrid, 31 d'agost de 1594) fou un humanista, matemàtic i poeta en llatí del Renaixement.
Fou membre de l'Orde de Montesa (1557), lloctinent del darrer mestre Pere Lluís Galceran de Borja, comanador d'Onda, Benicarló, Vinaròs i Perpunxent (1579) i primer lloctinent general de Montesa en revertir l’orde a la corona (1593).
Va obtenir mercè d'hàbit de l'Orde de Montesa, per influència de Pere Lluís Galceran de Borja, de la nissaga dels ducs de Gandia, Gran d'Espanya i mestre de l'Orde de Montesa, personatge amb qui va fer amistat i de qui va ser conseller privat i, a la seva mort el 1592, el seu marmessor testamentari. Per assistir a Pere Lluís Galceran de Borja, en 1567 va viatjar a Roma i a Orà. Va tornar a Madrid en 1572, on possiblement va conèixer a Cristòbal Moura, conseller de Felip II i ja a València, en 1577, va entrar en contacte amb Manuel Sousa Coutinho, cavaller de l'Orde de Malta, que havia conegut a Miguel de Cervantes a les masmorres d'Àlger.
Va morir a Madrid el 31 d'agost de 1594 i va ser enterrat al Col·legi de la Companyia de Jesús.

## Obres[2]
- Compediaria totius de moribus philosophiae iuxta Ethica Aristotelis descripcio, 1570
- Iacobus Falco Valentinus miles Ordinis Montesiani Hanc circuli quadraturam invenit, Valentia, apud viduam Petri Huete, 1587 (reimpr. Anvers, 1591)
- Operum poeticorum, Libri Quinque, ab Emmanuele Sousa Coutigno... collecti, Mantuae Carpentanorum, apud Petrum Madrigalem, 1600
- Obras Completas, vol. I, ed. crít., trad., notes i est. introd. de D. López-Cañete Quiles, León, Universidad-Secretariado de Publicaciones y Medios, 1996 (col. Humanistas españoles, 13).